# منتخب فانواتو لكرة قدم الصالات
منتخب فانواتو لكرة قدم الصالات (بالإنجليزية: Vanuatu national futsal team)‏ هو ممثل فانواتو الرسمي في المنافسات الدولية في كرة الصالات
.